# Walther Hoß
Wilhelm Karl Walther Hoß (* 20. Februar 1900 in Stuttgart; † 18. Juli 1993 ebenda) war ein deutscher Architekt und Baubeamter.

## Leben und Wirken
Walther Hoß studierte Architektur und bestand 1924 die Diplom-Hauptprüfung. Danach war er 13 Jahre lang selbstständiger Architekt mit einem Lehrauftrag an der Staatsbauschule Stuttgart. 1945 wurde er kommissarischer Bürgermeister in Schönaich und von 1945 bis 1946 kommissarischer Landrat im Landkreis Böblingen. 1946 wurde er Leiter der Zentrale für den Wiederaufbau Stuttgarts. Ab 1947 war er als Generalbaudirektor der Stadt Stuttgart tätig, mitunter findet sich auch die Amtsbezeichnung Baubürgermeister. 1948 wurde sein General-Bebauungsplan vom Stuttgarter Gemeinderat genehmigt, worin parallel zur Königstraße die Rote Straße als Hauptverkehrsachse vorgesehen war. Sie sollte 48 Meter breit sein und an zwei große Hauptverkehrsstraßen anschließen, die weiter nach Westen führten. Eine Querverbindung zu dieser neuen Verkehrsachse sollte über das Kronprinzenpalais führen. Das Palais, das „als Sperriegel“ in den Neubauplan hineinragte, sollte nach dem Willen von Hoß zuerst abgebrochen werden: „Erst das Palais abreißen.“ Seit 1951 war Hoß für 14 Jahre Technischer Beigeordneter. Am 5. Juli 1954 hielt er als Vertreter der Stadt Stuttgart ein Referat in der Ministerratssitzung, Thema war die städtebauliche Gestaltung der Stuttgarter Innenstadt und Verkehrsführung; darin wurde die Frage des Wiederaufbaus bzw. Abbruchs des Kronprinzenpalais und des Neuen Schlosses und die Gestaltung des Bahnhofplatzes und des Rosensteinparks mitsamt Landtagsneubau erörtert. Am 19. Juni 1963 hielt Hoß in Winnenden den Vortrag Der Generalverkehrsplan Stuttgart und seine Beziehungen zu den Landkreisen im Bereich der Regionalen Planungsgemeinschaft Rems-Murr.
Im Jahr 1946 war Walther Hoß Mitglied der Verfassunggebenden Landesversammlung Württemberg-Baden. Er trug den Titel Professor. Von der Stadt Stuttgart wurde er mit dem Paul-Bonatz-Preis geehrt, 1969 erhielt er das Große Bundesverdienstkreuz.
Hoß war seit dem 23. Oktober 1939 mit Johanna Marie Charlotte Agnes geb. Krischke verheiratet, die Eheschließung fand in München im Standesamt IV statt. Walter Hoß starb am 18. Juli 1993 um 5 Uhr im Stuttgarter Katharinenhospital im Alter von 93 Jahren. Er wohnte zuletzt im Haus Lenbachstraße 105 in Stuttgart. Er war evangelischer Konfession.